# Dvorák Hubert
Dvorák Hubert (más írásmód szerint: Dworák Hubert, Oravica, 1861. október 19. – Budapest, 1927. szeptember 25.) mérnök, mozdonyszerkesztő, a Magyar Királyi Állami Vas-, Acél- és Gépgyárak vezérigazgatója volt.

## Élete
Dvorák József és Rathberger Anna fiaként született. Ikertestvére Dvorák Ede építészmérnök.
Középiskoláit Pécsett végezte, ahol édesapja a Budapest–Pécsi Vasút főtisztviselője volt. Diplomáját a bécsi műszaki egyetemen szerezte. 1883-ban lépett az akkor még MÁV Gépgyárnak hívott üzem szolgálatába, a gyár mozdonyszerkesztési osztályán. Főnöke a neves mozdonykonstruktőr, Kordina Zsigmond volt, akinek irányítása alatt önálló mozdonyszerkesztővé vált. Kordina korai korai halála után Dvorák Hubert főmérnökként a mozdonyszerkesztési osztály főnöke lett. Vezetése alatt készült el az Il osztályú Atlantic típusú mozdony, melyet 1900-ban a párizsi világkiállításon Grand Prix-vel tüntettek ki.
1897-ben feleségül vette az egri születésű Sir Irént. 
Gyermekeik:
- Dr. Dvorák József orvos,[2]
- Dr. Emich Gusztávné, később Dr. Márkus Györgyné, szül. Dvorák Erzsébet (Dvorák Baby, az egyik első magyar női motoros),[3]
- Dvorák László.[4]

1903-ban, amikor Róth Pál a gyár vezetőjévé lépett elő, Dvorák Hubert főfelügyelői rangban a mozdonygyártás szakosztály főnöke lett. Vezetése alatt fénykorát élte a magyar mozdonygyártás – ez nem csak mennyiségét (ebben az időben havonta akár 20–22 új mozdony is elhagyta a gyárat!), de minőségét tekintve sem túlzó állítás.
Az ekkor Magyar Királyi Állami Vasgyárak nevet viselő üzem termékei semmilyen tekintetben nem maradtak el Európa élvonalától. A gyár tervezte és gyártotta a kor Európájának legnagyobb méretű és teljesítményű mozdonyát, a 601 sorozatot. Külsőleg is elegáns, jellegzetesen „magyar stílusú” mozdonyok készültek ebben az időszakban. A teljesség igénye nélkül néhány további mozdonytípus:
- 375 sorozat,
- 324 sorozat,
- 301 sorozat,
- 327 sorozat,
- 342 sorozat,
- 442 sorozat.

Az új mozdonytípusokon kívül a gyár több korszerű berendezésekkel felszerelt üzemcsarnokkal is gazdagodott. Az első világháború alatt a gyár gyakorlatilag éjjel-nappal termelt, a mozdonyok mellett hadianyagot is gyártva. Dvorák Hubertre a háború mind nehezebb viszonyai súlyosbította addig sem csekély feladatai mellé a háború harmadik évétől – Róth Pál halála miatt –  igazgató-helyettesként az egész gyár vezetésének gondja is rászakadt.
A világháború után a viszonyok valamelyes konszolidálásával Dvorák Hubertet nevezték ki a gyár vezérigazgatójává. Ekkortól nyugalomba vonulásáig a gyár helyzetének stabilizálásán és nyereségessé tételén dolgozott. Az iránta megnyilvánuló bizalom jeleként munkájára a nyugdíjkorhatár elérése után is számítottak. Végül 43 évet töltött a gyárban. A vállalat vezetését Köpesdy Elemér vette át.

Nyugalomba vonulása után néhány hónappal hashártyagyulladás következtében elhunyt.
Élete során több kitüntetés tulajdonosa lett, így:
- 1908-ban a Ferenc József-rend lovagkeresztjét,[6]
- 1918-ban udvari tanácsosi címet,
- 1924-ben Pro Ecclesia et Pontifice érdemrendet,[7]
- nyugalomba vonulásakor II. osztályú polgári érdemkeresztet kapott[8]